# Ranchi
Ranchi (hindi राँची) è una città dell'India, amministrativamente classificata come municipal corporation, di 1.070.000 abitanti circa, capoluogo del distretto di Ranchi, nello stato federato del Jharkhand di cui è la capitale. In base al numero di abitanti la città rientra nella classe I (da 100.000 persone in su). L'area metropolitana nel 2011 contava 1.126.720 abitanti, collocandosi al 41º posto in India.

## Geografia fisica
La città è situata a 23° 21' 0 N e 85° 19' 60 E e ha un'altitudine di 619 m s.l.m..
Il clima di Ranchi è un clima subtropicale umido, soggetto all'influenza dei monsoni. Il mese più caldo è maggio (media delle massime/delle minime: 37/23 °C) e il mese più freddo è gennaio (23/10 °C). Le piogge sono concentrate nei mesi estivi (giugno-settembre), anche se non sono completamente assenti dagli altri mesi; in media si registrano 1400mm di precipitazioni all'anno.

## Società

### Evoluzione demografica
Al censimento del 2001 la popolazione di Ranchi assommava a 846.454 persone, delle quali 450.514 maschi e 395.940 femmine. I bambini di età inferiore o uguale ai sei anni assommavano a 108.093, dei quali 55.655 maschi e 52.438 femmine. Infine, coloro che erano in grado di saper almeno leggere e scrivere erano 629.600, dei quali 360.595 maschi e 269.005 femmine.
Nel 2011 la popolazione era cresciuta a 1.073.427, con un incremento del 27% in un decennio. Il rapido incremento di popolazione è legato tra l'altro alla creazione nel 2000 del nuovo stato di Jharkhand, di cui Ranchi è capitale.